# Керопиан, Кирилл Степанович
Кирилл Степанович Керопиан (23 сентября 1888, Артвин, Кавказская администрация — 2 декабря 1963, Симферополь) — советский учёный-медик, хирург; доктор медицинских наук (1926), профессор (1950).
Автор ряда научных работ.

## Биография
Родился 23 сентября 1888 года в городе Артвин Артвинского округа Кутаисской губернии, ныне на территории Турции, в семье ремесленника.
Выдержав в 1906 году экстерном экзамены за пять классов гимназии поступил в шестой класс Кутаисской классической гимназии, откуда в 1908 году был переведён в Армавирскую мужскую гимназию, которую окончил в июне 1910 года с золотой медалью. В этом же году поступил в Санкт-Петербургскую Военно-медицинскую академию (ныне Военно-медицинская академия имени С. М. Кирова), которую окончил также с отличием в 1914 году и в звании лекаря был направлен в действующую армию Кавказского фронта. Участвовал в Первой мировой войне, в должности врача войсковых частей фронта служил до августа 1917 года.
После Октябрьской революции принимал участие в качестве врача в Гражданскую войну — работал хирургом в тыловых эвакогоспиталях Краснодара, Армавира и Тихорецка. В августа 1921 года по болезни был демобилизован из Красной Армии и направлен на работу в организуемый тогда в Краснодаре Кубанский медицинский институт, где заведовал кафедрой факультетской хирургии с 1937 по 1950 год. Одновременно работал в Кубано-Черноморском облздравотделе. В 1926 году защитил докторскую диссертацию на тему «К вопросу этиологии круглой язвы желудка».
С 1938 года Кирилл Степанович возглавлял онкологическую службу в Краснодарском крае, приказом Наркомздрава РСФСР был назначен членом Ученого Совета Центрального Онкологического института. Будучи главным хирургом госпиталей Армении, принимал участи в Великой Отечественной войне, тем самым накопив большой хирургический опыт за три войны.
После войны работал на курортах Краснодарского края и Крыма, был научным руководителем Евпаторийского курорта (с 1951 года). В декабре 1950 года по конкурсу занял должность заведующего кафедрой госпитальной хирургии Крымского медицинского института (ныне Медицинская академия имени С. И. Георгиевского). Наряду с научно-исследовательской и клинической работой, принимал участие в общественно-политической жизни города Краснодара и Краснодарского края, Симферополя и Крымской области.
С 1950 по 1963 год работал в Симферополе в здании на углу проспекта Кирова и улицы генерала Попова, где позднее была установлена мемориальная доска.
Умер в 1963 году в Симферополе.
В Государственном архиве Краснодарского края имеются документы, относящиеся к К. С. Керопиану.

## Заслуги и память
- Был награждён медалями «За оборону Кавказа», «За победу над Германией в Великую Отечественную войну 1941—1945 гг.», «За доблестный труд в Великой Отечественной войне 1941—1945 гг.». В 1946 году был удостоен знака «Отличник Здравоохранения СССР».
- В 1974 году в Симферополе на здании, в котором К. С. Керопиан работал в 1950—1963 годы, ему была установлена мемориальная доска.[5]
- Достопримечательностью Симферополя является дом по улице Генерала Попова, 1, где жил учёный.[6]